# 1583 год в науке
В 1583 году произошли различные научные и технологические события, некоторые из которых представлены ниже.

## События
- Галилей провёл исследование колебаний маятника и пришёл к выводу, что период колебаний не зависит от амплитуды качаний[1].

## Публикации
- Ремберт Додунс: Stirpium historiae pemptades sex, 1583, обобщение всех его трудов;

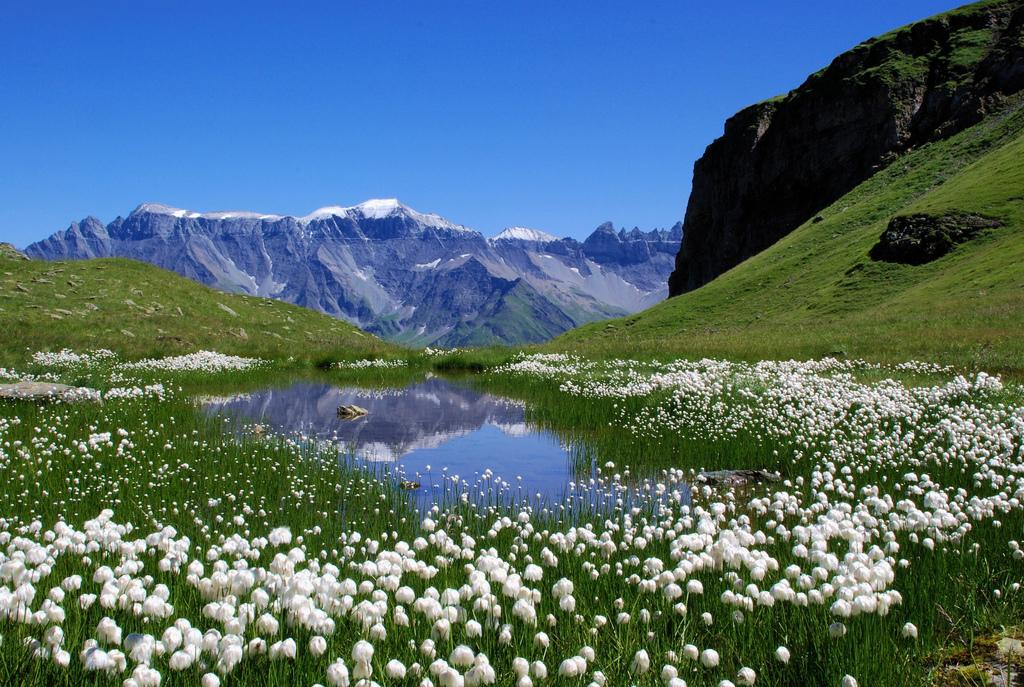
Альпийский луг

- «Король ботаников XVI века» Карл Клузиус опубликовал трактат «Rariorum stirpium per Pannonias observatorum Historiae», где дал первое научное описание альпийской флоры[2].
- Жозеф Жюст Скалигер: «Об исправлении хронологии» (De emendatione temporum), Paris, 1583. Концептуальный труд по основам «скалигеровской хронологии».
- Симон Стевин: Problemata geometrica, 1583.
- Томас Финке в книге «Geometria rotundi» ввёл в математику две новые тригонометрические функции: тангенс и котангенс[3].
- Андреа Чезальпино: De plantis libri XVI, Флоренция, 1583 ;

## Родились
См. также: Категория:Родившиеся в 1583 году'
- 23 февраля — Жан-Батист Морен, французский физик, математик и астроном (умер в 1656 году).
- 1 мая — Орацио Грасси — итальянский математик и архитектор, многолетний непримиримый оппонент Галилея (умер в 1654 году).
- Жан Рэ — французский химик и врач. Первым сформулировал закон сохранения массы в применении к химическим реакциям (умер в 1645 году).

## Скончались
См. также: Категория:Умершие в 1583 году
- 31 декабря — Томас Эрастус, швейцарский врач и теолог (род. в 1524 году).